# برآورد فراوانی
برآورد فراوانی (به انگلیسی: Abundance estimation) شامل همه روش‌های آماری برای برآورد (تخمین) تعداد افراد در یک جامعه است. در بوم‌شناسی، این موضوع ممکن است دربرگیرندهٔ هر چیزی باشد، از برآورد تعداد گل‌های مینای چمنی در یک زمین تا برآورد تعداد نهنگ‌های آبی در اقیانوس.
سه روش مهم برآورد فراوانی عبارتند از:
- نمونه‌برداری کرتی (Plot sampling)
- نشانه‌گذاری-بازیابی دوباره (Mark-recapture)
- نمونه‌برداری فاصله‌ای (Distance sampling)